# Bebop
El bebop es un estilo musical del jazz que se desarrolla en la década de los cuarenta del siglo XX; cronológicamente sucede al swing y precede al cool y al hard bop. Sus iniciadores fueron Dizzy Gillespie, Charlie Parker, Max Roach, Bud Powell y Thelonious Monk.
El Bebop se desarrolló a medida que la generación más joven de músicos de jazz ampliaba las posibilidades creativas del jazz más allá del estilo popular, orientado al baile, de la música swing con una nueva "música de músico" que no era tan bailable y exigía una escucha atenta. Como el bebop no estaba pensado para bailar, permitía a los músicos tocar a ritmos más rápidos. Los músicos del bebop exploraron armonías avanzadas, complejas síncopas, acordes alterados, acordes extendidos, sustituciones de acordes, fraseo asimétrico y melodías intrincadas. Los grupos de Bebop utilizaban la sección rítmica de una manera que ampliaba su papel. Mientras que el conjunto clave de la era de la música swing era la big band de hasta catorce piezas que tocaban en un estilo basado en el conjunto, el grupo clásico de bebop era un pequeño combo formado por saxofón (alto o tenor), trompeta, piano, guitarra, contrabajo y batería que tocaba música en la que el conjunto desempeñaba un papel de apoyo para los solistas. En lugar de tocar música muy arreglada, los músicos del bebop solían tocar la melodía de una composición (llamada "cabeza") con el acompañamiento de la sección rítmica, seguida de una sección en la que cada uno de los intérpretes improvisaba un solo, para luego volver a la melodía al final de la composición.
Algunos de los artistas de bebop más influyentes, que eran típicamente compositores-intérpretes, son: saxo alto, Charlie Parker y Sonny Stitt; saxo tenor, Dexter Gordon, Sonny Rollins y James Moody; clarinete, Buddy DeFranco; los trompetistas Fats Navarro, Clifford Brown, Miles Davis, y Dizzy Gillespie; los pianistas Bud Powell y Thelonious Monk; guitarrista eléctrico Charlie Christian; y los bateristas Kenny Clarke, Max Roach, y Art Blakey.

## Orígenes
Al llegar a los años 40, el jazz se encontraba musicalmente en un callejón sin salida. Muchos músicos estaban frustrados por las limitaciones que suponía tocar en grupos grandes (big bands), y empezaron a buscar formas de expresión nuevas y originales. 
La generación más joven del jazz, sobre todo Parker y Gillespie, optaron por reírse abiertamente de las normas. La respuesta de Gillespie a la rutina del swing fue tocar a un ritmo furioso y llenar el breve solo que se le concedía en la orquesta con tantas ideas armónicas y melódicas como pudiese.
Por esta época ya había saltado a la escena la influencia cubana, presidida por el trompetista Mario Bauzá, que había estado en los años 30 en la big band de Chick Webb, y el conguero Chano Pozo, enrolado en la banda de Gillespie que, por aquellas fechas, aún no era un revolucionario.
El bop comienza a gestarse como consecuencia de la llegada a las orquestas de un gran número de músicos muy jóvenes, para sustituir a los que fueron movilizados durante la guerra. Muy pronto, las big bands se desintegrarían, pues los circuitos comerciales se hundieron tras la guerra, resultando difícil mantener formaciones de gran tamaño. Como mencionaron Case y Britt, los músicos comenzaban a dispersarse en una infinidad de pequeños grupos que no podían continuar con una música que exige grandes formaciones y, en consecuencia, estuvieron dispuestos a asumir cualquier propuesta, por muy radical que pareciese en ese momento.

## Historia

### Influencias de la era del swing

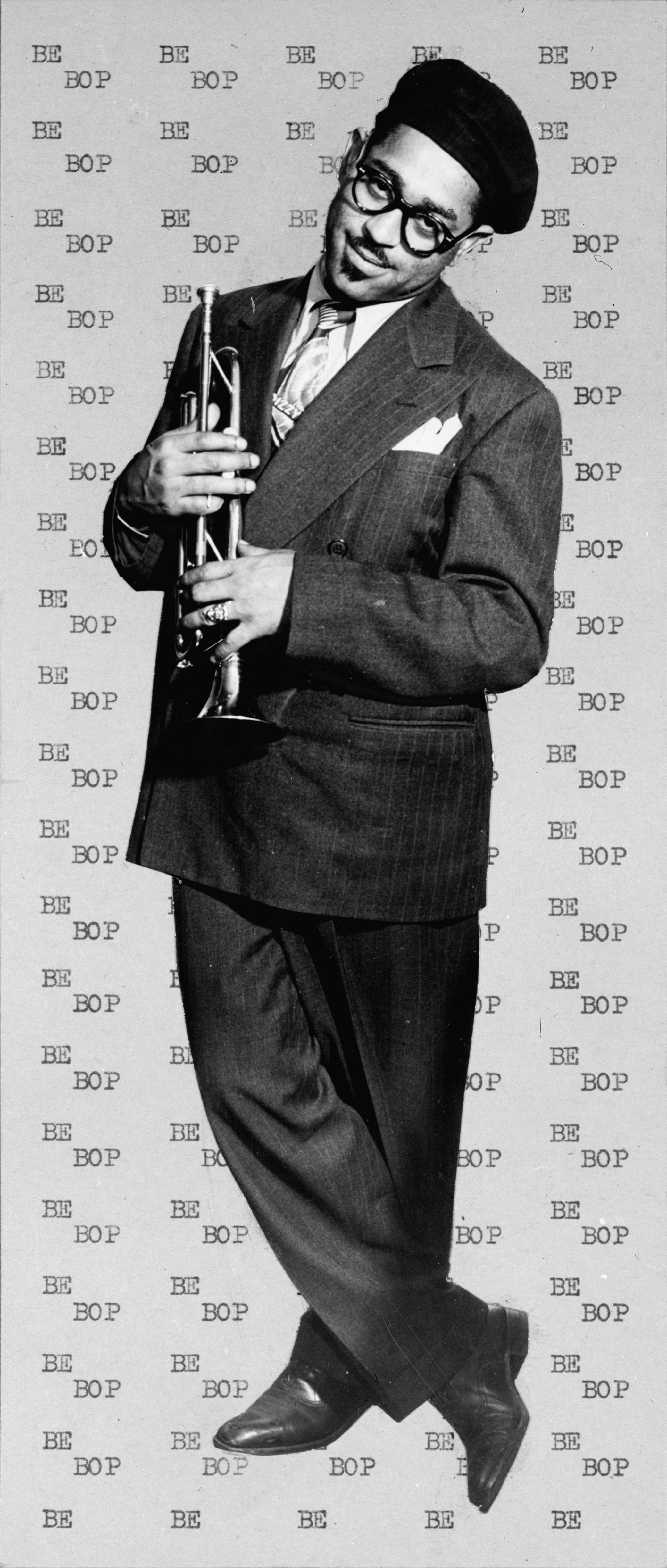
Dizzy Gillespie, en el Downbeat Club, Nueva York, hacia 1947.

El Bebop surgió de la culminación de las tendencias que se venían produciendo en la música swing desde mediados de la década de 1930: un cronometraje menos explícito por parte del batería, en el que el pulso rítmico principal pasaba del bombo al plato; un cambio en el papel del piano, que se alejaba de la densidad rítmica para centrarse en los acentos y los rellenos; arreglos menos ornamentados de la sección de vientos, que tendían hacia los riffs y más apoyo al ritmo subyacente; un mayor énfasis en la libertad de los solistas; y una creciente sofisticación armónica en los arreglos utilizados por algunas bandas.  Las territory bands del suroeste, con Kansas City como capital musical, abrieron el camino hacia un swing rítmicamente racionalizado y orientado a los solos; su música se basaba en el blues y otros cambios de acordes sencillos, con un enfoque basado en los riffs para las líneas melódicas y el acompañamiento de los solos, y expresaba un enfoque que añadía melodía y armonía al swing en lugar de lo contrario.  La habilidad para tocar solos sostenidos, creativos y de gran energía era muy valorada en este nuevo estilo y la base de una intensa competición.  Las jam sessions y "concursos de corte" de la época del swing en Kansas City se convirtieron en legendarios.  La Kansas City approach to swing fue personificada por la Count Basie Orchestra, que alcanzó prominencia nacional en 1937.[cita requerida]
Un joven admirador de la orquesta de Basie en Kansas City era un saxofonista alto adolescente llamado Charlie Parker. Estaba especialmente cautivado por su saxofonista tenor Lester Young, que tocaba largas y fluidas líneas melódicas que entraban y salían de la estructura de acordes de la composición, pero que de algún modo siempre tenían sentido musical.  Young se atrevía tanto con el ritmo y el fraseo como con las estructuras armónicas de sus solos.  A menudo repetía figuras sencillas de dos o tres notas, con acentos rítmicos cambiantes expresados por el volumen, la articulación o el tono.  Su fraseo estaba muy alejado de las frases de dos o cuatro compases que los trompistas habían utilizado hasta entonces. A menudo se extendían a un número impar de compases, superponiéndose a las estrofas musicales sugeridas por la estructura armónica. Se tomaba un respiro en mitad de la frase, utilizando la pausa, o "espacio libre", como recurso creativo. El efecto general era que sus solos eran algo que flotaba por encima del resto de la música, en lugar de surgir de ella a intervalos sugeridos por el sonido del conjunto. Cuando la orquesta de Basie irrumpió en la escena nacional con sus grabaciones de 1937 y sus compromisos ampliamente difundidos en Nueva York, ganó seguidores en todo el país, con legiones de saxofonistas que se esforzaban por imitar a Young, bateristas que se esforzaban por imitar a Jo Jones, pianistas que se esforzaban por imitar a Basie y trompetistas que se esforzaban por imitar a Buck Clayton. Parker tocaba con las nuevas grabaciones de Basie en una Victrola hasta que pudo tocar los solos de Young nota por nota.
A finales de la década de 1930, la Duke Ellington Orchestra y la Jimmie Lunceford Orchestra estaban exponiendo al mundo de la música a arreglos musicales armónicamente sofisticados de Billy Strayhorn y Sy Oliver, respectivamente, que implicaban acordes tanto como los deletreaban. Esa insinuación de acordes armónicamente sofisticados pronto sería utilizada por jóvenes músicos que exploraban el nuevo lenguaje musical del bebop.[cita requerida]
La brillante técnica y sofisticación armónica del pianista Art Tatum inspiró a jóvenes músicos como Charlie Parker y Bud Powell.  En sus primeros días en Nueva York, Parker tenía un trabajo lavando platos en un establecimiento donde Tatum tenía un concierto regular.
Una de las tendencias divergentes de la era del swing fue el resurgimiento de pequeños conjuntos que tocaban arreglos "de cabeza", siguiendo el enfoque utilizado con la big band de Basie.  El formato de banda pequeña se prestaba a una experimentación más improvisada y a solos más extensos que las bandas más grandes y con más arreglos.  La grabación de 1939 de "Body and Soul" de Coleman Hawkins con una banda pequeña presentaba un extenso solo de saxofón con una referencia mínima al tema que era único en el jazz grabado, y que se convertiría en característico del bebop. Ese solo mostraba una sofisticada exploración armónica de la composición, con acordes de paso implícitos. Hawkins acabaría dirigiendo la primera grabación formal del estilo bebop a principios de 1944.

### Más allá del swing en Nueva York

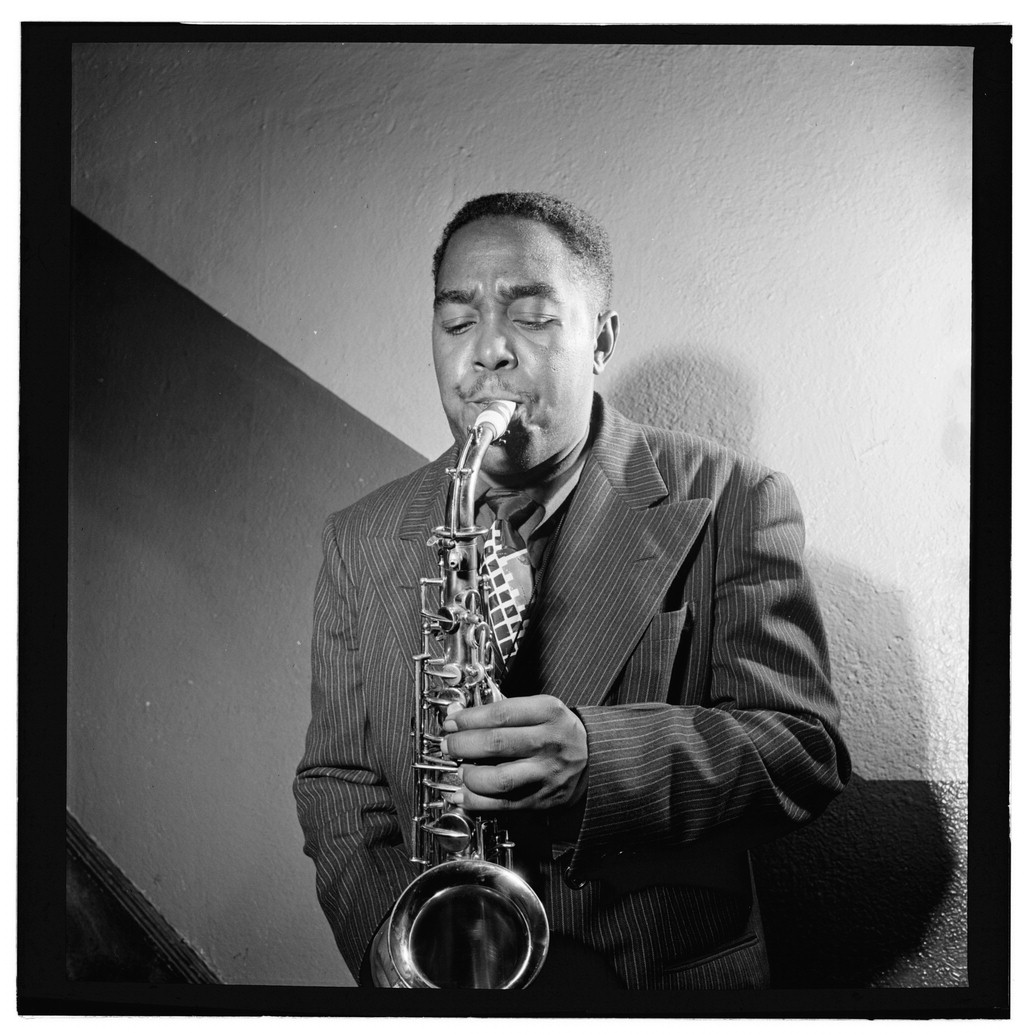
Charlie Parker en el Carnegie Hall de Nueva York hacia 1947.

Cuando la década de 1930 se convirtió en la de 1940, Parker viajó a Nueva York como miembro destacado de la Jay McShann Orchestra. En Nueva York encontró a otros músicos que estaban explorando los límites armónicos y melódicos de su música, entre ellos Dizzy Gillespie, un trompetista influenciado por Roy Eldridge que, al igual que Parker, exploraba ideas basadas en intervalos de acordes superiores, más allá de los acordes de séptima que habían definido tradicionalmente la armonía del jazz. Mientras Gillespie estaba con Cab Calloway, practicó con el bajista Milt Hinton y desarrolló algunas de las innovaciones armónicas y acordales clave que serían las piedras angulares de la nueva música; Parker hizo lo mismo con el bajista Gene Ramey mientras estaba con el grupo de McShann. El guitarrista Charlie Christian, que había llegado a Nueva York en 1939 era, como Parker, un innovador que extendía el estilo del suroeste. La mayor influencia de Christian se produjo en el ámbito del fraseo rítmico. Christian solía enfatizar los tiempos débiles y los tiempos muertos y a menudo terminaba sus frases en la segunda mitad del cuarto tiempo. Christian experimentó con el fraseo asimétrico, que se convertiría en un elemento central del nuevo estilo bop.[cita requerida]
Bud Powell impulsaba un estilo de piano rítmicamente aerodinámico, armónicamente sofisticado y virtuoso, y Thelonious Monk adaptaba las nuevas ideas armónicas a su estilo enraizado en el stride piano de Harlem.[cita requerida]
Bateristas como Kenny Clarke y Max Roach ampliaban el camino marcado por Jo Jones, añadiendo el plato ride al plato de sombrero alto como cronometrador principal y reservando el bombo para los acentos.  Los acentos de bombo se denominaban coloquialmente "bombas", que hacían referencia a los acontecimientos del mundo fuera de Nueva York mientras se desarrollaba la nueva música. El nuevo estilo de batería apoyaba y respondía a los solistas con acentos y rellenos, casi como un call and response cambiante.  Este cambio aumentó la importancia del bajo de cuerda. Ahora, el bajo no sólo mantenía la base armónica de la música, sino que también se encargaba de establecer una base rítmica metronómica tocando una línea de bajo "andante" de cuatro negras por compás. Mientras que los pequeños conjuntos de swing solían funcionar sin bajista, el nuevo estilo bop requería un bajo en cada pequeño conjunto.[cita requerida]
Los espíritus afines que desarrollaban la nueva música acudían a sesiones en Minton's Playhouse, donde Monk y Clarke formaban parte de la banda de la casa, y Monroe's Uptown House, donde Max Roach formaba parte de la banda de la casa. Parte de la atmósfera que se creaba en jams como las que se encontraban en Minton's Playhouse era un aire de exclusividad: los músicos "normales" a menudo rearmonizaban los estándares, añadían complejos dispositivos rítmicos y de fraseo a sus melodías, o "cabezas", y las tocaban a tempos vertiginosos con el fin de excluir a aquellos a los que consideraban forasteros o simplemente músicos más débiles. Estos pioneros de la nueva música (que más tarde se denominaría bebop o bop, aunque el propio Parker nunca utilizó el término por considerarlo degradante) empezaron a explorar armonías avanzadas, síncopas complejas, acordes alterados y sustituciones de acordes. Los músicos de bop perfeccionaron estas técnicas con un enfoque más libre, intrincado y a menudo arcano. Los improvisadores del bop se basaron en las ideas de fraseo que Lester Young dio a conocer por primera vez en su estilo solista. A menudo desplegaban frases a lo largo de un número impar de compases y solapaban sus frases a través de líneas de compás y a través de cadencias armónicas mayores. Christian y los otros primeros boppers también empezaban a enunciar una armonía en su línea improvisada antes de que apareciera en la forma de la canción esbozada por la sección rítmica. Esta disonancia momentánea crea una fuerte sensación de avance en la improvisación.  Las sesiones también atrajeron a los mejores músicos del lenguaje swing, como Coleman Hawkins, Lester Young, Ben Webster, Roy Eldridge y Don Byas.  Byas se convirtió en el primer saxofonista tenor en asimilar plenamente el nuevo estilo bebop en su forma de tocar.  En 1944 se unieron al grupo de innovadores Dexter Gordon, un saxofonista tenor de la costa oeste de Nueva York con la banda de Louis Armstrong, y un joven trompetista que asistía a la Juilliard School of Music, Miles Davis.

### Primeras grabaciones
El Bebop se originó como "música de músicos", interpretada por músicos con otros trabajos lucrativos a los que no les importaba el potencial comercial de la nueva música. No atrajo la atención de los grandes sellos discográficos ni era su intención. Parte del primer bebop se grabó de manera informal. Se grabaron algunas sesiones en Minton's en 1941, con Thelonious Monk junto a un surtido de músicos entre los que se encontraban Joe Guy, Hot Lips Page, Roy Eldridge, Don Byas y Charlie Christian. Christian aparece en grabaciones del 12 de mayo de 1941 (Esoteric ES 548). Charlie Parker y Dizzy Gillespie participaron en una jam session organizada por Billy Eckstine el 15 de febrero de 1943, y Parker en otra jam session de Eckstine el 28 de febrero de 1943 (Stash ST-260; ST-CD-535).
La grabación formal del bebop se realizó por primera vez para pequeños sellos especializados, que estaban menos preocupados por el atractivo para el mercado de masas que los grandes sellos, en 1944.  El 16 de febrero de 1944, Coleman Hawkins dirigió una sesión que incluía a Dizzy Gillespie y Don Byas, con una sección rítmica formada por Clyde Hart (piano), Oscar Pettiford (bajo) y Max Roach (batería) que grabó "Woody'n You" (Apollo 751), la primera grabación formal de bebop. Charlie Parker y Clyde Hart fueron grabados en un quinteto dirigido por el guitarrista Tiny Grimes para el sello Savoy el 15 de septiembre de 1944 (Tiny's Tempo, I'll Always Love You Just the Same, Romance Without Finance, Red Cross).  Hawkins dirigió otra sesión de grabación influenciada por el bebop el 19 de octubre de 1944, esta vez con Thelonious Monk al piano, Edward Robinson al bajo y Denzil Best a la batería (On the Bean, Recollections, Flyin' Hawk, Driftin' on a Reed; reedición, Prestige PRCD-24124-2).
Parker, Gillespie y otros que trabajaban el lenguaje bebop se unieron a Earl Hines Orchestra en 1943, y luego siguieron al vocalista Billy Eckstine fuera de la banda en la Billy Eckstine Orchestra en 1944.  La banda de Eckstine se grabó en V-discs, que se emitieron a través de la Red de Radio de las Fuerzas Armadas y ganó popularidad por la banda que mostraba el nuevo estilo bebop.  El formato de la banda de Eckstine, con vocalistas y bromas divertidas, sería emulado más tarde por Gillespie y otros al frente de grandes bandas orientadas al bebop en un estilo que podría denominarse "bebop popular".  A partir de la sesión de la banda de Eckstine para el sello De Luxe el 5 de diciembre de 1944 (If That's the Way You Feel, I Want to Talk About You, Blowing the Blues Away, Opus X, I'll Wait and Pray, The Real Thing Happened to Me), las sesiones de grabación de bebop se hicieron más frecuentes. Parker había abandonado la banda en esa fecha, pero aún incluía a Gillespie junto con Dexter Gordon y Gene Ammons en el tenor, Leo Parker en el barítono, Tommy Potter en el bajo, Art Blakey en la batería y Sarah Vaughan en la voz. En Blowing the Blues Away hubo un duelo de saxofones tenores entre Gordon y Ammons.
El 4 de enero de 1945, Clyde Hart dirigió una sesión que incluía a Parker, Gillespie y Don Byas grabada para el sello Continental (What's the Matter Now, I Want Every Bit of It, That's the Blues, G.I. Blues, Dream of You, Seventh Avenue, Sorta Kinda, Ooh Ooh, My My, Ooh Ooh). Gillespie grabó su primera sesión como líder el 9 de enero de 1945, para el sello Manor, con Don Byas al tenor, Trummy Young al trombón, Clyde Hart al piano, Oscar Pettiford al bajo, e Irv Kluger a la batería.  En la sesión se grabaron I Can't Get Started, Good Bait, Be-bop (Dizzy's Fingers), y Salt Peanuts (que Manor llamó erróneamente "Cacahuetes salados").  A partir de entonces, Gillespie grabaría bebop prolíficamente y ganaría reconocimiento como una de sus principales figuras.  Gillespie contó con Gordon como músico de acompañamiento en una sesión grabada el 9 de febrero de 1945 para el sello Guild (Groovin' High, Blue 'n' Boogie).  Parker apareció en sesiones dirigidas por Gillespie del 28 de febrero (Groovin' High, All the Things You Are, Dizzy Atmosphere) y del 11 de mayo de 1945 (Salt Peanuts, Shaw 'Nuff, Lover Man, Hothouse) para el sello Guild. Parker y Gillespie colaboraron con Sarah Vaughan el 25 de mayo de 1945 para el sello Continental (What More Can a Woman Do, I'd Rather Have a Memory Than a Dream, Mean to Me). Parker y Gillespie aparecieron en una sesión con el vibrafonista Red Norvo fechada el 6 de junio de 1945, publicada más tarde bajo el sello Dial (Hallelujah, Get Happy, Slam Slam Blues, Congo Blues).  En la sesión de estrellas de Sir Charles Thompson del 4 de septiembre de 1945 para el sello Apollo (Takin' Off, If I Had You, Twentieth Century Blues, The Street Beat) participaron Parker y Gordon.  Gordon dirigió su primera sesión para el sello Savoy el 30 de octubre de 1945, con Sadik Hakim (Argonne Thornton) al piano, Gene Ramey al bajo y Eddie Nicholson a la batería (Blow Mr Dexter, Dexter's Deck, Dexter's Cuttin' Out, Dexter's Minor Mad).  La primera sesión de Parker como líder fue el 26 de noviembre de 1945, para el sello Savoy, con Miles Davis y Gillespie a la trompeta, Hakim/Thornton y Gillespie al piano, Curley Russell al bajo y Max Roach a la batería (Warming Up a Riff, Now's the Time, Billie's Bounce, Thriving on a Riff, Ko-Ko, Meandering). Después de aparecer como músico de acompañamiento en la Cootie Williams, orientada al R&B, hasta 1944, Bud Powell tocó con la Cootie Williams Orchestra durante 1944, Bud Powell participó en sesiones de bebop dirigidas por Frankie Socolow el 2 de mayo de 1945 para el sello Duke (The Man I Love, Reverse the Charges, Blue Fantasy, September in the Rain), y luego por Dexter Gordon el 29 de enero de 1946 para el sello Savoy (Long Tall Dexter, Dexter Rides Again, I Can't Escape From You, Dexter Digs In).  El crecimiento del bebop hasta 1945 también está documentado en grabaciones informales en directo.

### Breakout
En 1946, el bebop se había establecido como un movimiento de amplia base entre los músicos de jazz de Nueva York, incluidos los trompetistas Fats Navarro y Kenny Dorham, los trombonistas J. J. Johnson y Kai Winding, el saxofonista alto Sonny Stitt, el saxofonista tenor James Moody, los saxofonistas barítonos Leo Parker y Serge Chaloff, el vibrafonista Milt Jackson, los pianistas Erroll Garner y Al Haig, el bajista Slam Stewart, y otros que contribuirían a lo que se conocería como "jazz moderno".  La nueva música ganaba notoriedad en la radio con emisiones como las que presentaba "Symphony Sid" Torin.  El Bebop estaba echando raíces también en Los Ángeles, entre modernistas como los trompetistas Howard McGhee y Art Farmer, los contraltos Sonny Criss y Frank Morgan, los tenores Teddy Edwards y Lucky Thompson, trombonista Melba Liston, pianistas Dodo Marmarosa, Jimmy Bunn y Hampton Hawes, guitarrista Barney Kessel, bajistas Charles Mingus y Red Callender, y bateristas Roy Porter y Connie Kay.  Los "Rebop Six" de Gillespie (con Parker al contralto, Lucky Thompson al tenor, Al Haig al piano, Milt Jackson al vibráfono, Ray Brown al bajo y Stan Levey a la batería) comenzaron un concierto en Los Ángeles en diciembre de 1945.   Parker y Thompson permanecieron en Los Ángeles después de que el resto de la banda se marchara, actuando y grabando juntos durante seis meses antes de que Parker sufriera una crisis relacionada con su adicción en julio.  Parker volvió a actuar en Los Ángeles a principios de 1947.  La estancia de Parker y Thompson en Los Ángeles, la llegada de Dexter Gordon y Wardell Gray más tarde en 1946, y los esfuerzos promocionales de Ross Russell, Norman Granz, y Gene Norman ayudaron a consolidar el estatus de la ciudad como centro de la nueva música.
Gillespie consiguió la primera grabación con un sello importante para la nueva música, con el sello RCA Bluebird grabando Dizzy Gillespie And his Orchestra el 22 de febrero de 1946 (52nd Street Theme, A Night in Tunisia, Ol' Man Rebop, Anthropology). Sus posteriores grabaciones de estilo afrocubano para Bluebird en colaboración con los rumberos cubanos Chano Pozo y Sabu Martinez, y los arreglistas Gil Fuller y George Russell (Manteca, Cubana Be, Cubana Bop, Guarache Guaro) serían de las más populares, dando lugar a la moda de la música latina de baile de finales de los cuarenta y principios de los cincuenta.  Gillespie, con su personalidad extrovertida y su humor, sus gafas, su barba de labios y su boina, se convertiría en el símbolo más visible de la nueva música y la nueva cultura del jazz en la conciencia popular.  Eso, por supuesto, menospreciaba las contribuciones de otros con los que había desarrollado la música durante los años anteriores.  Su estilo de espectáculo, influido por los artistas del circuito negro de vodeviles, parecía un retroceso para algunos y ofendía a algunos puristas ("demasiadas muecas", según Miles Davis), pero estaba impregnado de un sentido del humor subversivo que dejaba entrever actitudes sobre cuestiones raciales que los músicos negros habían mantenido hasta entonces alejadas del gran público.  Antes del Movimiento por los Derechos Civiles, Gillespie se enfrentaba a la división racial ridiculizándola.  La subcultura intelectual que rodeaba al bebop lo convirtió en una especie de movimiento sociológico además de musical.[cita requerida]
Con la inminente desaparición de las grandes bandas de swing, el bebop se había convertido en el foco dinámico del mundo del jazz, con un amplio movimiento de "jazz progresivo" que buscaba emular y adaptar sus dispositivos.  Iba a ser la base más influyente del jazz para una generación de músicos de jazz.[cita requerida]

### Posteriormente
Hacia 1950, músicos de bebop como Clifford Brown y Sonny Stitt comenzaron a suavizar las excentricidades rítmicas del bebop temprano. En lugar de utilizar un fraseo irregular para crear interés rítmico, como hacían los primeros boppers, estos músicos construían sus líneas improvisadas a partir de largas cadenas de corcheas y simplemente acentuaban ciertas notas de la línea para crear variedad rítmica.  A principios de la década de 1950 también se suavizó el estilo de Charlie Parker.
Durante los primeros años de la década de 1950, el bebop se mantuvo en la cima de la conciencia del jazz, mientras que sus dispositivos armónicos se adaptaban a la nueva escuela "cool" del jazz liderada por Miles Davis y otros. Siguió atrayendo a músicos jóvenes como Jackie McLean, Sonny Rollins y John Coltrane.  A medida que los músicos y compositores comenzaron a trabajar con la teoría musical expandida a mediados de la década de 1950, su adaptación por parte de músicos que la trabajaron en el enfoque dinámico básico del bebop conduciría al desarrollo del post-bop.  Por esa misma época, se produjo un movimiento hacia la simplificación estructural del bebop entre músicos como Horace Silver y Art Blakey, dando lugar al movimiento conocido como hard bop.  El desarrollo del jazz se produciría a través de la interacción de los estilos bebop, cool, post-bop y hard bop hasta la década de 1950.

## Características

### Características musicales del bebop
El Be Bop presenta una serie de características que, en su momento, fueron muy innovadoras:
- Individualización de la sección rítmica, con un resultado de aparente caotización, rompiendo la continuidad de pulsación propia del swing. Se trata de una clara influencia de los ritmos afrocubanos, en forma de falsa polirritmia. La pulsación básica se interioriza y los instrumentos rítmicos, como la batería, se independizan de ella y asumen papeles melódicos.
- Abandono total del fraseo hot y de la sonoridad vocal de los instrumentos, llevando más allá la búsqueda de sonidos afinados al estilo europeo, ya iniciada por el swing, con una estética nerviosa, cortante y fría. El fraseo, sobre todo en los primeros tiempos, es rápido, en corcheas y semicorcheas, usualmente con predominio de los registros agudos de los instrumentos.
- Utilización de tempos muy rápidos, incluso en las baladas, con frecuente utilización de figuras rítmicas antillanas.
- Predominio de los solos individuales, improvisados sobre partes corales, breves y estructuradas en forma de riffs. Esto supone un claro declive del concepto melódico propio del swing y su sustitución por un concepto armónico, desconocido hasta entonces en el jazz.

### Características sociales
El bop sufrió inicialmente un profundo rechazo de la crítica jazzística (Ortiz Oderigo, Hughes Panassié, etc.) y, en ocasiones, de los propios músicos swingers, acusado de ser no-jazz. Sin embargo, la temática bop y la propia actitud de resistencia y rechazo cultural a la colonización de la música negra por la comercialidad, que conllevaba, lo acercan al blues y al jazz primitivo mucho más de lo que estuvo nunca el swing.
Muchos boppers se movían entre los que habían sido expulsados hasta los márgenes de la sociedad: poetas, homosexuales, artistas, traficantes de drogas y proxenetas. Muchos se describían a sí mismos como beats, un diminutivo de 'beatitud', los benditos oprimidos de la sociedad; el bebop tiene una estrecha relación con el movimiento literario estadounidense denominado Generación Beat.

## Evolución
El bebop evolucionó a una gran velocidad, hasta el punto de que en unos pocos años, habían derivado a partir de este, el hard bop o el funky jazz por ejemplo. Esta creatividad fue posible gracias al entorno en el que se interpretaba. Músicos de diferentes grupos se reunían para tocar juntos en jam sessions o para enfrentarse en duelos musicales. Al tocar juntos, los músicos compartían entre sí sus conocimientos musicales y su lenguaje, lo que permitía que la música siguiera evolucionando. 

### Popularidad
El bebop jamás llegó a ser tan popular como el swing. En primer lugar porque en el momento fuerte de la revolución bebop, en 1942, el Sindicato de Músicos prohibió a los músicos grabar para protestar por la falta de ingresos por la música reproducida en la radio y en las gramolas; la consecuencia fue que mucha de la mejor música del momento no fue grabada. En segundo lugar porque su época de eclosión fue muy breve. Finalmente, porque no era una música fácil como el swing, sino creativa e impredecible. El gran público prefería la música de entretenimiento y espectáculo, por ejemplo la de los cantantes de baladas modernos como Frank Sinatra, Bing Crosby, etc. Por otro lado, la música negra que estaba empezando a atraer a las masas era el rhythm & blues, grupos pequeños y de música popular de donde surgiría el rock and roll.

## Influencia
Los dispositivos musicales desarrollados con el bebop influyeron mucho más allá del propio movimiento bebop.  El "jazz progresivo" era una categoría musical amplia que incluía los arreglos de "música artística" influenciados por el bebop y utilizados por grandes bandas como las dirigidas por Boyd Raeburn, Charlie Ventura, Claude Thornhill y Stan Kenton, y las exploraciones armónicas cerebrales de grupos más pequeños como los dirigidos por los pianistas Lennie Tristano y Dave Brubeck.  Los experimentos de voz basados en los dispositivos armónicos del bebop fueron utilizados por Miles Davis y Gil Evans para las revolucionarias sesiones del "Birth of the Cool" en 1949 y 1950.  Los músicos que siguieron las puertas estilísticas abiertas por Davis, Evans, Tristano y Brubeck formarían el núcleo de los movimientos de cool jazz y "west coast jazz" de principios de la década de 1950.
A mediados de la década de 1950, los músicos comenzaron a recibir la influencia de la teoría musical propuesta por George Russell.  Aquellos que incorporaron las ideas de Russell a la base del bebop definirían el movimiento post-bop que posteriormente incorporaría el jazz modal a su lenguaje musical.
El Hard bop fue un derivado simplificado del bebop introducido por Horace Silver y Art Blakey a mediados de la década de 1950.  Se convirtió en una de las principales influencias hasta finales de la década de 1960, cuando el free jazz y el fusion jazz ganaron ascendencia.
El movimiento neobop de las décadas de 1980 y 1990 revivió la influencia de los estilos bebop, post-bop y hard bop tras las épocas del free jazz y la fusión.
El estilo bebop también influyó en la Generación Beat, cuyo estilo hablado se basaba en el diálogo "jive" afroamericano, en los ritmos del jazz y cuyos poetas empleaban a menudo músicos de jazz para acompañarles.  Jack Kerouac describiría su escritura en On the Road como una traducción literaria de las improvisaciones de Charlie Parker y Lester Young. El estereotipo de "beatnik" se inspiró en la vestimenta y los gestos de los músicos y seguidores del bebop, en particular la boina y la barba de labios de Dizzy Gillespie y el golpeteo y el toque de bongos del guitarrista Slim Gaillard.  La subcultura del bebop, definida como un grupo inconformista que expresaba sus valores a través de la comunión musical, tendría su eco en la actitud de los hippies de la era de la psicodelia de los años sesenta. Los fanes del bebop no se limitaron a Estados Unidos; la música también adquirió un estatus de culto en Francia y Japón.
Más recientemente, los artistas de hip-hop (A Tribe Called Quest, Guru) han citado el bebop como una influencia en su estilo rapero y rítmico. Ya en 1983, Shawn Brown rapeó la frase "Rebop, bebop, Scooby-Doo" hacia el final del éxito "Rappin' Duke". El bajista Ron Carter colaboró con A Tribe Called Quest en The Low End Theory de 1991, y el vibrafonista Roy Ayers y el trompetista Donald Byrd aparecieron en Guru's Jazzmatazz, Vol. 1 en 1993. Las muestras de Bebop, especialmente las líneas de bajo, los clips de swing de platillos y los riffs de trompa y piano se encuentran en todo el compendio de hip-hop.